# Ministero dell'interno (Cuba)
Il Ministero dell'interno di Cuba (in spagnolo, Ministerio del Interior de la República de Cuba o MININT) fu costituito ufficialmente il 6 giugno 1961, in sostituzione del vecchio Ministero del Governo (Ministerio de Gobernación).
Il Ministero sovrintende alle funzioni di sicurezza e ordine pubblico, tramite la Polizia nazionale rivoluzionaria e il corpo ausiliario dei Comitati di difesa della rivoluzione.
Il ministro degli interni è il generale di corpo d'armata Lázaro Alberto Álvarez Casas dal 2020.